# 護國戰爭
護國戰爭（另稱讨袁战争）是中國民初時期的一場內戰。1915年12月12日，時任中華民國大總統袁世凱宣佈接受国民大会推選为皇帝，改國號为「中華帝國」，年號「洪憲」，史稱「洪憲帝制」。12月25日，蔡鍔、唐繼堯、李烈鈞等起兵，宣布雲南独立，袁世凱派兵镇压，其後贵州、广西、广東、浙江、陝西等省亦紛紛独立。1916年3月，袁世凱取消帝制，其後於6月病逝。其死後由黎元洪接任大總統職務，諸省於黎宣布恢复《中华民国临时约法》後陆续取消独立，护国战争自此结束。

## 起因
1913年因國民黨代理理事長宋教仁被刺殺引發二次革命，调查结果还未出炉前，孫中山等欲以武力取代袁世凱未果。結果孫中山等被通緝而流亡日本，國民黨則於1913年被解散。1915年8月，楊度等人發起「籌安會」，鼓動君主立宪制。袁世凱的法律顾问美國专家古德諾教授發表《共和與君主論》，表示中國適合君主立憲。但梁启超写成《异哉所谓国体问题者》一文，表示反对。10月“国民代表大会”进行国体投票，结果都同意君主立宪国体。由此，国号为中華帝國的君主立宪制国家进入筹备阶段，改中華民國五年（1916年）為中華帝國洪憲元年。

## 過程

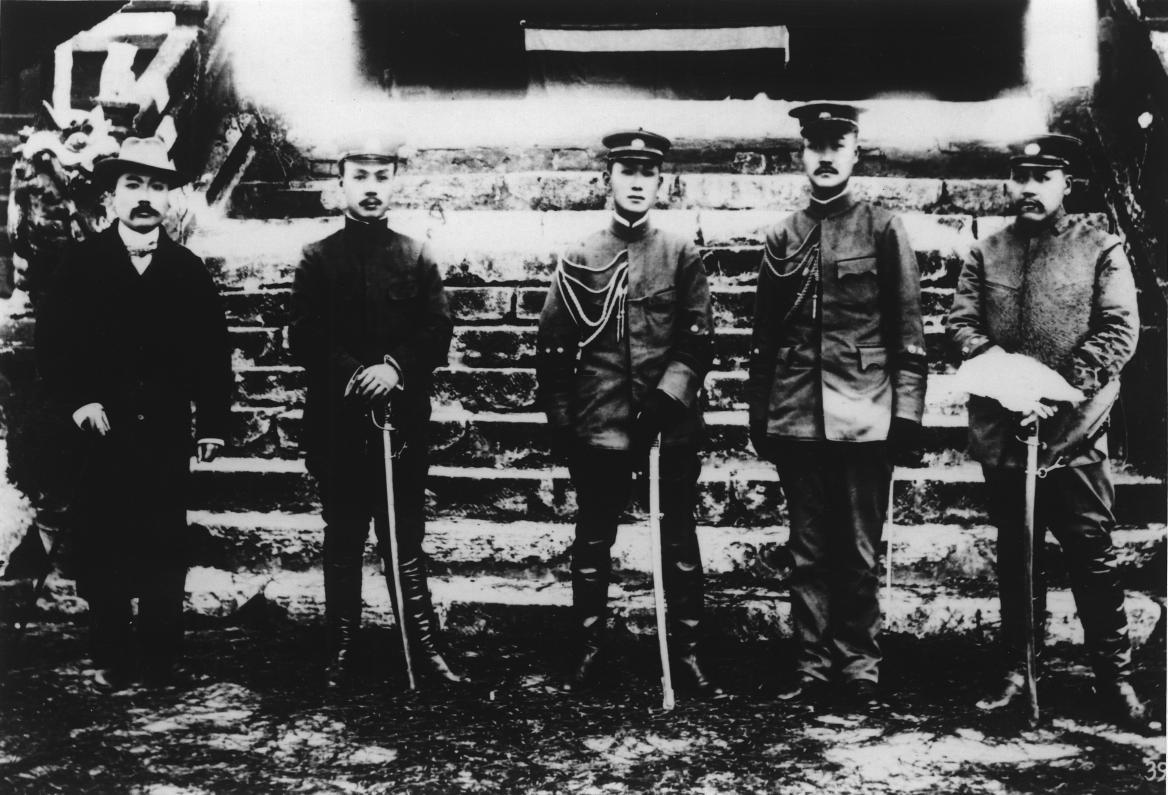
云南护国军将领合影。左起：李曰垓、罗佩金、蔡锷、殷承瓛、李烈钧

袁成功鎭壓二次革命後，乃組織「公民團」，脅迫議員選己為正式總統，解散國會，設立「約法會議」，廢止《臨時約法》:3。1915年，袁慫恿籌組籌安會，鼓吹恢復帝制:273。1月18日，日本向北京政府提出要求，事關山東、南滿和內蒙古東部權利讓渡，和日本軍事和政治顧問任用:281。3月14日，孫致書日本外務省大臣，向日本政府承諾優於二十一條要求之權利讓渡:282。11月10日，陳其美刺殺上海鎮守使鄭汝成，12月，又奪取肇和號巡洋艦，意圖在上海再起革命。11月15日，孫委居正為中華革命軍東北軍總司令。袁着「國體投票」，要各區、各省之國民代表，投票贊成改行君主政體，又指使參議議員上書擁戴袁為皇帝:6。12月12日，袁宣佈接受帝位，改國號為中華帝國，以明年為「洪憲」元年:9。

### 雲南獨立
1915年8月，进步党梁启超與他的學生、参政院参政、前雲南督軍蔡锷密谋反帝制。12月1日蔡鍔秘密潛離北京，假稱赴日本治病，繞道香港、河内回雲南，12月19日抵達雲南昆明。是月23日，唐繼堯、任可澄二人致電北京:
立將楊度、孫毓筠、嚴復、劉師培、李燮和、胡瑛、段芝貴、朱啟鈐、周自齊、梁士詒、張鎭芳、袁乃寬等卽日明正典刑，以謝天下，渙發明誓，擁護共和……請乞於二十五日上午十點鐘以前賜答
25日，唐繼堯、蔡鍔、任可澄、劉顯世和戴戡五人聯名宣佈雲南獨立，訴請其他各省響應討袁。1916年1月1日，成立雲南都督府，推唐繼堯爲都督，定名「護國軍」，増編滇軍爲七師，分爲兩軍，以蔡鍔任第一軍長，李烈鈞任第二軍長，並向四川、貴州、廣西三路出兵
袁准备称帝之时，进步党等组织曾派人赴云南策动武装发动反北洋政府的内战。。
为镇压云南的护国军，袁世凯设立「征滇临时军务处」，亲自主持用兵计划，分三路进攻：第一路（中路）、第二路（北翼）以北洋军为主力，曹锟为总司令， 马继增率三万余人取道湖南入贵州，张敬尧率五万余人經由四川攻云南；第三路（南翼）以龙觐光为司令，率粤军道途广西，侧击云南，三路兵力共十万以上。北洋军在四川遭到蔡鍔顽强抵抗。
1月18日，袁世凯曾邀请前国务总理熊希龄到北京商议，请他南下劝蔡锷取消独立，熊却于2月8日借口回鄉省母，而一去不返。
1月20日，護國軍攻陷四川叙州，27日，劉顯世宣布貴州獨立。2月上旬，雲貴聯軍佔領湖南黔陽、沅州、麻陽。3月初，北軍奪回叙州、麻陽等地，15日，廣西都督陸榮廷、梁啟超宣布廣西獨立，19日，直隶巡按使朱家宝将要求取消帝制的“五将军密电”呈送袁世凯，22日，袁被迫取消帝制:108，23日，廢止「洪憲」年號。北京即以黎元洪、徐世昌、段祺瑞三人名義發電，要求停戰商議，但是護國軍堅持袁世凯必須下台。
4月1日，四川將軍陳宧與蔡鍔同意休戰。是月6日，龍濟光、张鸣岐宣佈廣東獨立，12日，浙江亦宣佈獨立，將軍朱瑞出逃，屈映光被推任浙江都督，同日廣東發生海珠事變。5月8日，滇、黔、桂、粤四省在廣東肇慶成立軍務院，宣告以黎元洪爲大總統，唐繼堯任撫軍長，梁啟超任撫軍兼政務委員長，統一指揮。陝西陳樹藩（5月9日）、四川陳宧（5月22日）、湖南湯薌銘（5月29日）等相繼獨立:6。

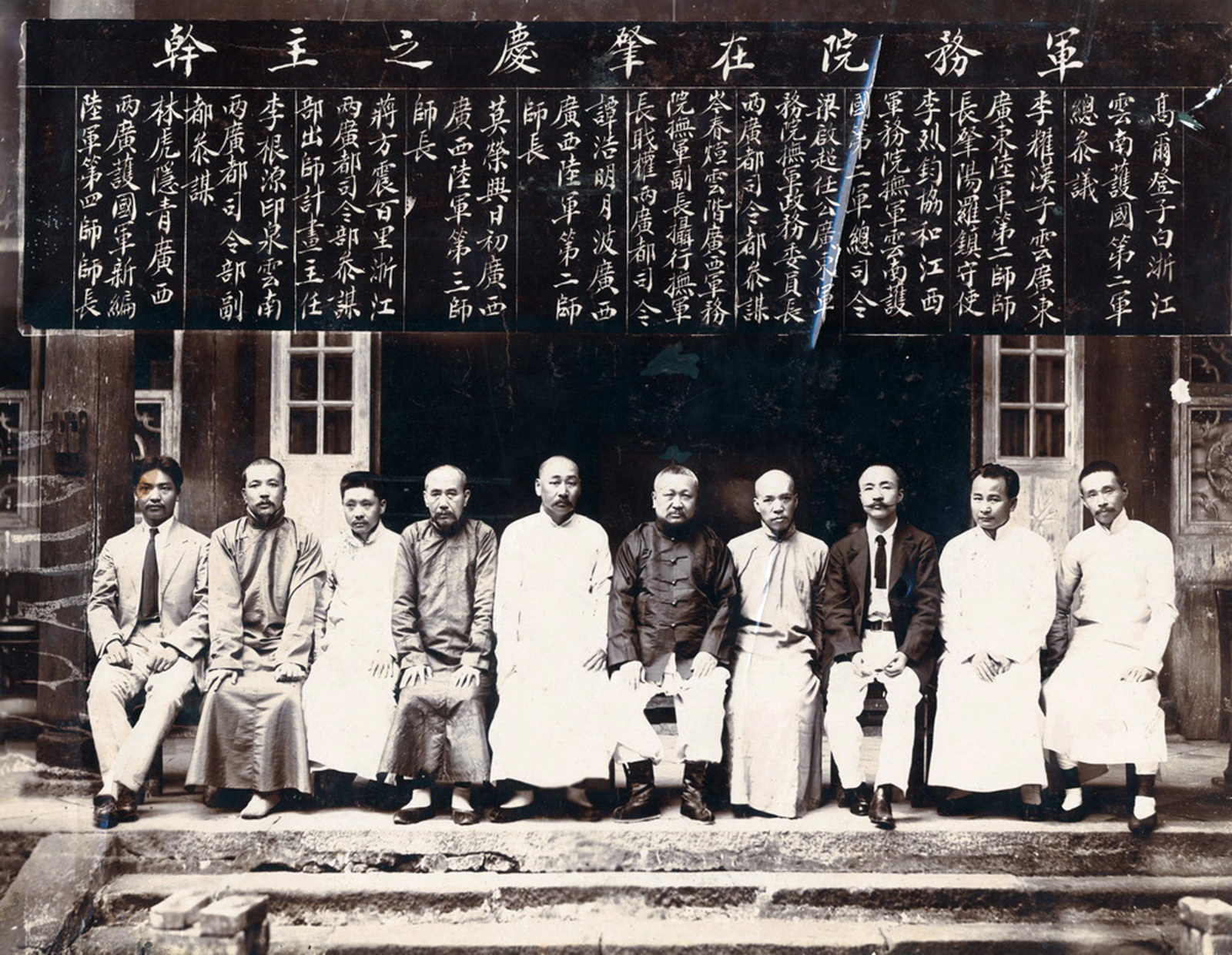
军务院在肇庆之主干合影。自右至左：高尔登、李耀汉、李烈钧、梁启超、岑春煊、谭浩明、莫荣新、蒋方震、李根源、林虎

4月1日江苏都督冯国璋通电劝袁世凯退位。4月16日冯国璋再次通电劝袁世凯及早退位。4月22日袁世凯被迫重新启用段祺瑞组阁
随后旧桂系军队北进湖南，于5月6日至5月19日进行的武冈衡阳战斗中，旧桂系一支偏师以少打多，决定性的歼灭当地北洋军队。此战的结果迫使湖南脱离北洋政府的统治。而袁世凱将最後的希望寄託在國際支持上，但是英國公使朱爾典帶來的消息是：各國都不贊成洪宪帝制。無奈之下，袁世凱下令，全國各機關對外仍稱民國，對內才叫洪憲，一時出現紀年混亂，帝國與民國並存的荒唐景象。而北京政府高層亦出現離心。
5月18日，袁買兇刺殺陳其美:286。
6月6日，袁病逝:112，7日，黎元洪繼任總統，即于29日宣布恢复《中华民国临时约法》和国会。7月14日，唐继尧通电撤销军务院。7月25日中华革命党也发出通告，宣布停止一切军事行动，护国战争宣告结束。各省陸續取消獨立。

## 日本在护国运动中的角色

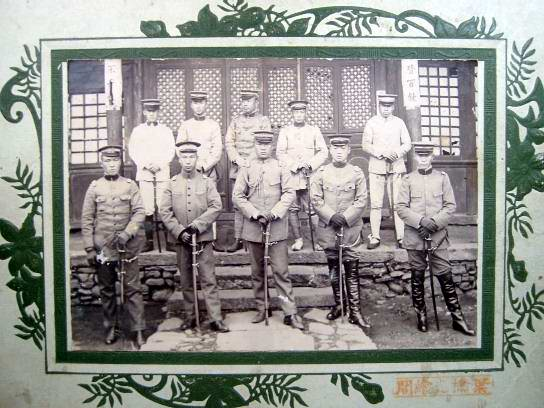
护国第一军第四梯团毛际隆等部分军官合影

袁世凯在《二十一条》交涉前后日益向欧美列强靠拢以制衡日本，日本决定取代袁世凯政权。1916年1月19日，大隈重信内阁通过了“要注视南方动乱的发展”的决议。2月21日，大陆政策的急先锋田中义一向冈市之助建议：“现在，采取让袁彻底退出之手段，同时采取扶植我政治势力之手段为有利”，其眼中的“我政治势力”，既包括宗社党这种复辟组织，也包括孙文领导的革命党。日本在袁世凯、孙文两边布局。3月7日，大隈重信内阁决定“袁氏掌握支那之权力，不能不成为帝国完成上述（指日本在华权益）之障碍。为完成帝国的上述方针，要袁氏退出支那权力圈是适宜的”。